# Siddhartha Khosla

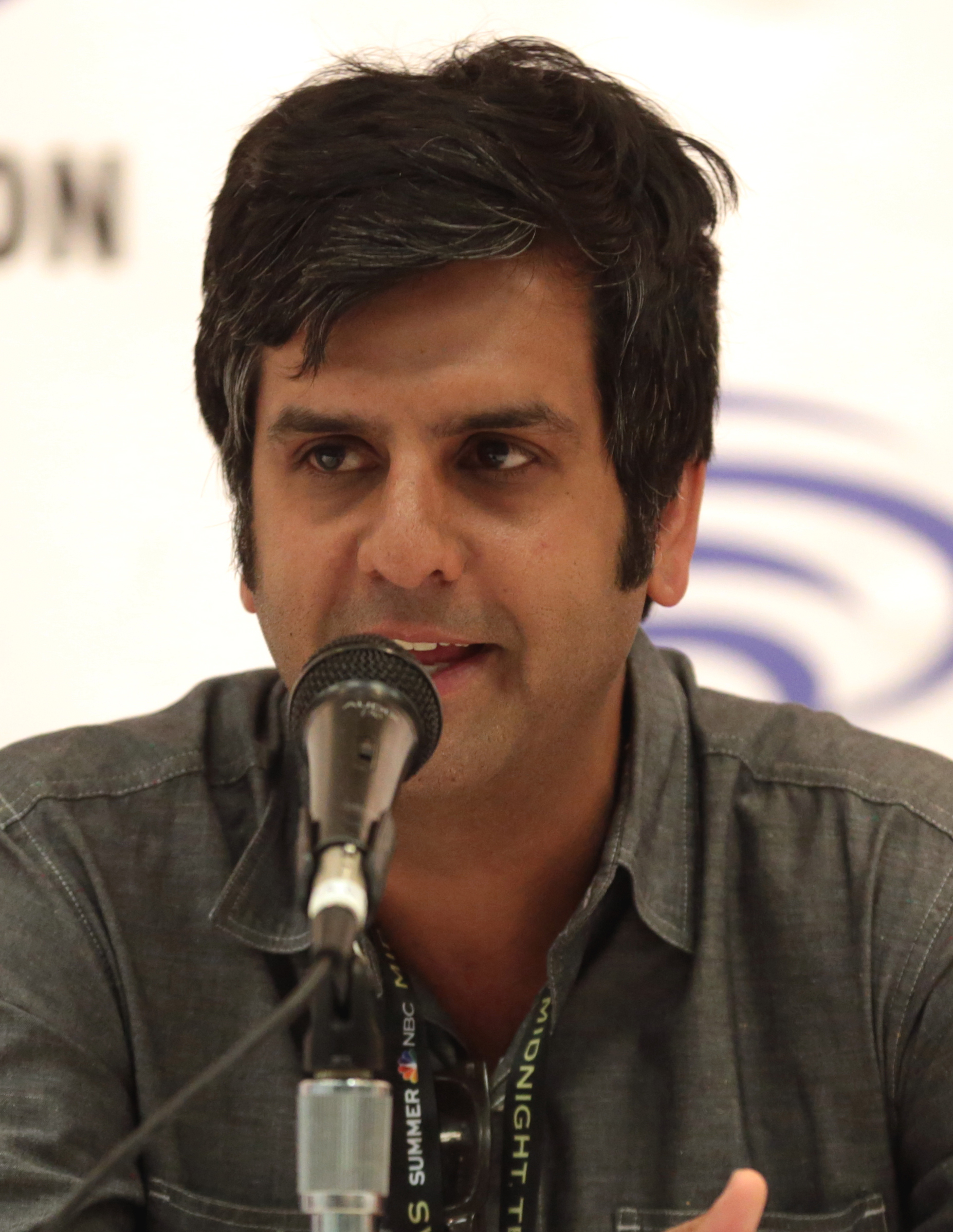
Siddhartha Khosla bei der WonderCon 2017

Siddhartha Khosla (geboren 1977 in den Vereinigten Staaten) ist ein indischstämmiger US-amerikanischer Filmmusikkomponist und -produzent sowie Sänger und Songschreiber der Band Goldspot.

## Leben und Karriere
Khoslas Band Goldspot, die nach einem indischen Getränk benannt ist, hat zwischen 2007 und 2013 drei Alben veröffentlicht. Außerdem wurden Lieder der Band häufig als Filmmusik in Serien verwendet, wie beispielsweise How I Met Your Mother oder O.C., California. Als Filmkomponist arbeitete Khosla beispielsweise für die Serien The Neighbors und Only Murders in the Building.
Im Sommer 2025 wurde Khosla Mitglied der Academy of Motion Picture Arts and Sciences.

## Diskografie

### Studioalben
- 2007: Tally of the Yes Men
- 2010: And the Elephant is Dancing
- 2013: Aerogramme

### Singles
- 2007: It’s Getting Old
- 2007: Friday
- 2011: Ina Mina Dika
- 2013: The Border Line

## Filmografie
- 2005: Inconceivable (Fernsehserie)
- 2006: O.C., California (The O.C., Fernsehserie)
- 2007: Run, Fatboy, Run (Run Fatboy Run)
- 2009: 16 and Pregnant (Fernsehserie)
- 2009: Today’s Special
- 2009–2012: How I Met Your Mother (Fernsehserie)
- 2013–2014: The Neighbors (Fernsehserie)
- 2015–2018: The Royals (Fernsehserie)
- 2016–2022: This Is Us – Das ist Leben (This Is Us, Fernsehserie)
- 2017–2019: Marvel’s Runaways (Fernsehserie)
- seit 2021: Only Murders in the Building (Fernsehserie)
- 2023: Rabbit Hole (Fernsehserie)
- 2024: Als du mich sahst (The Idea of You)
- 2025: Paradise (Fernsehserie)